# 郭孝恪
郭孝恪（？—649年1月19日），唐朝初年将领，许州阳翟（今河南禹州）人。年少时有不同寻常的志向，父兄以为他是无赖。隋朝末年率数百少年归附瓦岗军李密。李密大喜，使他与徐世勣守黎阳。李密败亡后，徐世勣遣郭孝恪入长安归降唐朝，唐高祖封郭孝恪阳翟郡公，拜宋州（今河南商丘）刺史，下诏让郭孝恪与徐世勣经略武牢（今河南荥阳西北汜水镇）以东，所定州县，委以选补。
621年，窦建德援救洛阳王世充，郭孝恪上谒秦王李世民，献计固守武牢，军临汜水，随机应变，李世民听从他的建议，取得虎牢之战的胜利。窦建德、王世充被擒获后，李世民置酒大会洛阳宫，对诸将说：“孝恪策擒贼，王长先下漕，功固在诸君右。”郭孝恪迁任上柱国。历任贝（今河北清河）、赵（今河北赵县）、江（今江西九江）、泾（今甘肃泾川）四州刺史，所到之处皆有能干的名声。后改任左骁卫将军，累加金紫光禄大夫。
貞觀十六年（642年），唐太宗拜郭孝恪凉州（今甘肃武威）都督，又改任安西都护、西州（今新疆吐鲁番）刺史。郭孝恪在安西治所高昌故城推诚抚御，尽得当地民众欢心。贞观十八年（644年），焉耆王叛唐归附西突厥可汗欲谷设，郭孝恪请击焉耆（今新疆焉耆），即拜西州道行军总管，率三千步骑出银山道，夜袭焉耆，俘虏焉耆王龙突骑支。唐太宗玺书褒奖。
贞观二十二年（648年），唐太宗拜阿史那社尔为昆丘道大总管，郭孝恪为昆丘道副大总管，进讨龟兹（今新疆库车），攻破国都，自己留守，遣余军分道进追击逃跑的龟兹国相那利。郭孝恪在城外设营。郭孝恪没有防备那利。那利和城内勾结，袭击唐军，郭孝恪殊死战斗，中流矢而亡，而子郭待诏同时阵亡。将军曹继叔进兵，收复龟兹城。太宗责郭孝恪斥候不明，夺其官。后来怜愍郭孝恪死战，为他举哀。唐高宗即位，追还郭孝恪官爵，赠郭待诏游击将军，赙物三百段。
次子郭待封，官至左豹韬卫将军。高宗咸亨初，作为薛仁贵副将讨吐蕃，在大非川战败，免死为民。少子郭待聘，武后长安年间，官至宋州刺史。

## 延伸阅读
[在维基数据编辑]
 《舊唐書/卷83》，出自刘昫《舊唐書》
 《新唐書·卷111》，出自《新唐書》